# De onbevangenheid der mensen tegenover het leven
De onbevangenheid der mensen tegenover het leven is een artistiek kunstwerk in Amsterdam-Zuid. 
Het beeld uit 1932 is een schepping van Hildo Krop en staat op/naast het westelijk landhoofd van de Kinderbrug tussen Muzenplein en de Churchill-laan. Het maakt al dan niet deel uit van een verzameling beeldhouwwerken die hier in een parkje staan. Omdat Krop als stadsbeeldhouwer een groot overwicht kreeg binnen de beelden in de stad, begonnen collegakunstenaars te morren. De verzameling beeldhouwwerkjes werd dan ook door diverse kunstenaars gemaakt, maar De onbevangenheid is zonder meer de grootste en opvallendste. De meeste beelden staan namelijk achteraf in een parkje terwijl De onbevangenheid op een tien meter hoog voetstuk staat, hoog boven het maaiveld. Overigens zijn op de brug nog twee beelden van Krop te zien, een jongen met konijnen en een meisje met eekhoorns zijn verwerkt in dekstenen van de brug. De drie beelden zijn geïntegreerd in de brug ontworpen door Piet Kramer van de Dienst der Publieke Werken, die veelvuldig heeft samengewerkt om Krop (en andersom). Het beeld maakt deel uit van het rijksmonument, dat de brug is.
Het voetstuk draagt een steigerend paard met tussen de van de grond gelichte voorpoten een staand kind. Dat kind was Hedda van Gennep (1929-2017), later documentairemaakster, waarvan de ouders bevriend waren met Krop. Zij moest altijd glimlachen als ze er langs fietste of liep. Het voetstuk loopt naar beneden via het landhoofd door tot (of tot onder) het wateroppervlak. Net boven het watervlak is een tweede beeldje te zien; een weergave van een roepende drenkeling.    
Het beeld inspireerde de dichter Eric Menkveld tot het gedicht Meisje en paard uit 1932. Fotograaf Karel Kleijn legde het beeld in de jaren na oplevering (geschat 1935-1937) vast. Rond die tijd legde ook Carel Blazer het beeld vast. Beide foto’s bevinden zich in de collectie van het Stedelijk Museum Amsterdam.

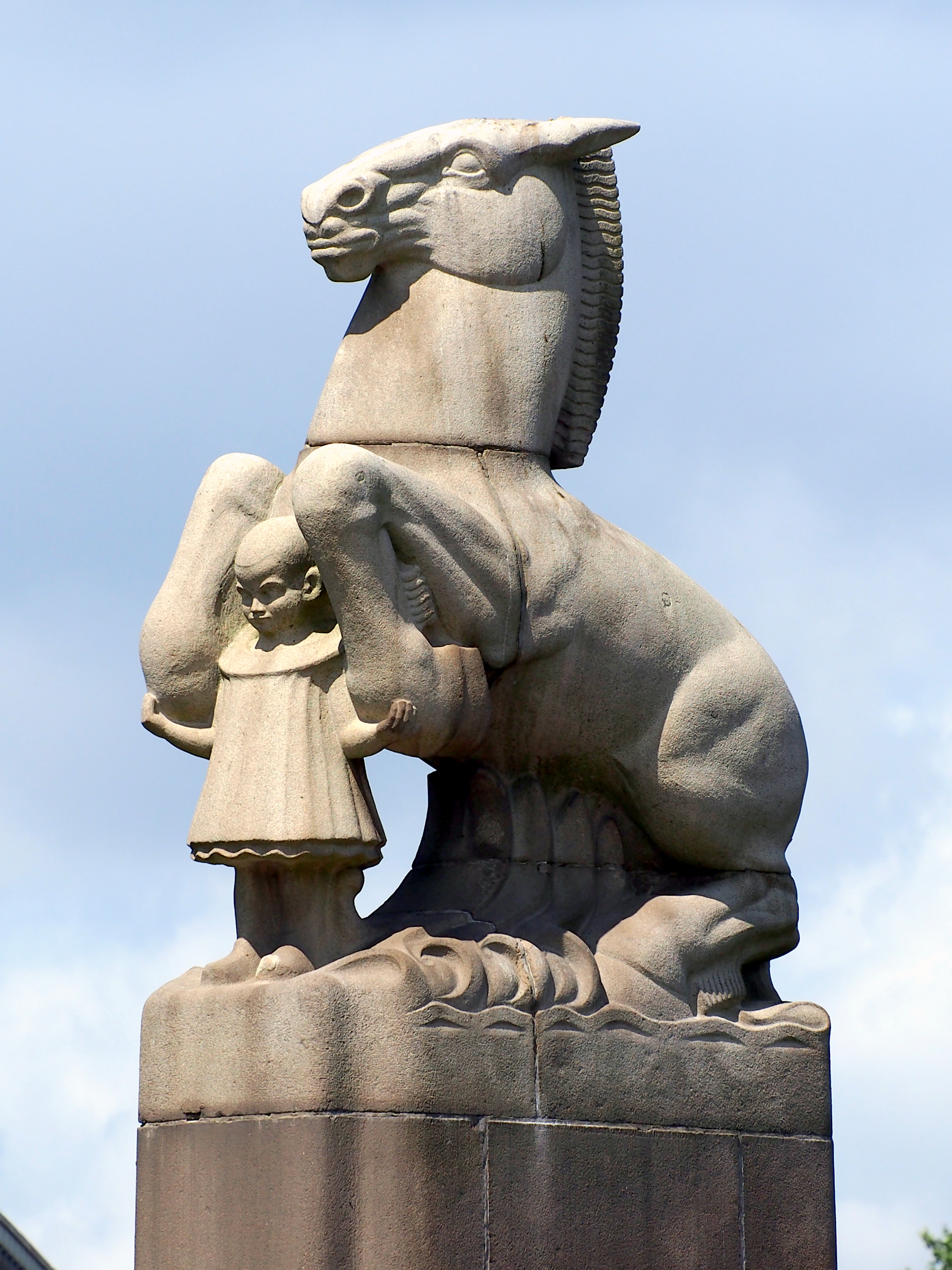
Detail (juni 2020)